# SZ-Modell
Unter dem Searle-Zinn-Modell, kurz SZ-Modell, versteht man eine von Leonard Searle und Robert Zinn im Jahre 1978 ins Leben gerufene Theorie. Sie beschreibt die Entstehung der Milchstraße und stellt ein Akkretionsmodell für die Entstehung des galaktischen Halos dar.